# Hugh Edwin Strickland
Hugh Edwin Strickland (Reighton, Yorkshire, 2 de Março de 1811 — Retford, 14 de Setembro de 1853) foi um geólogo, ornitologista e sistemata inglês que se notabilizou como um dos principais autores e proponentes do primeiro código de classificação científica visando a padronização da nomenclatura biológica.

## Biografia
Strickland nasceu na aldeia de Reighton, no East Riding do condado de Yorkshire, neto do baronete Sir George Strickland. Ainda em criança adquiriu o grande entusiasmo pela história natural que dominaria a sua vida. Foi educado inicialmente por tutores privados e entrou em 1829 no Oriel College de Oxford. Na Universidade de Oxford frequentou as aulas de anatomia ministradas pelo Dr. John Kidd e fez estudos de geologia sob a orientação do Dr. William Buckland. Após esses estudos passou a demonstrar um grande interesse pela zoologia, com realce para a ornitologia e a sistemática, e pela geologia. Em 1831 obteve um bacharelato em artes pela Universidade de Oxford, prosseguindo no ano seguinte os estudos para obter um mestrado na mesma instituição. Entretanto casou com uma filha do naturalista Sir William Jardine.
Terminada a sua formação em Oxford, regressou a sua casa na Cracombe House, próximo de Tewkesbury, onde iniciou um estudo sobre a geologia do Vale of Evesham, enviando diversos artigos científicos para a Geological Society of London (1833-1834). Também se dedicou a estudos ornitológicos, estudando as aves da região. Tendo estabelecido laços de camaradagem com Roderick Murchison, foi por ele apresentado a William John Hamilton (1805-1867), tendo-o acompanhado em 1835 numa viagem através da Ásia Menor, a Trácia, o Bósforo e a ilha de Zante. Durante a sua viagem descobriu as espécies Hippolais olivetorum (Strickland), na ilha de Zante, e Emberiza cineracea Brehm, nas vizinhanças de İzmir, no oeste da Turquia. Hamilton publicaria depois os resultados da sua viagem conjunta, complementada por uma expedição posterior que fez à Arménia, sob o título de Researches in Asia Minor, Pontus and Armenia (1842).
Após o seu regresso da Ásia Menor, em 1836, Strickland apresentou à Geological Society of London diversas comunicações sobre a geologia das regiões que visitara no sul da Europa e na Ásia. Deve-se-lhe a descrição em detalhe dos "depósitos sedimentares dos condados de Worcester e Warwick, com particular destaque para os depósitos aluviais de Cropthorne nos quais se encontram restos de hippopotamus". Em colaboração com Murchison, apresentou à Geological Society of London uma importante comunicação intitulada On the Upper Formations of the New Red Sandstone System in Gloucestershire, Worcestershire and Warwickshire (Trans. Geol. Soc., 1840). Noutras comunicações descreveu os depósitos ricos em ossadas de Bristol, arredores de Tewkesbury e as ossadas de Ludlow em Woolhope.
Para além dos seus estudos de geologia e paleontologia, foi autor de diversas memórias sobre assuntos de ornitologia, apresentadas à Zoological Society e publicadas nos Annals and Magazine of Natural History e nas publicações da British Association.
Foi relator da comissão nomeada em 1842 pela British Association para propor regras de nomenclatura zoológica. O relatório que produziu foi a primeira codificação formal dos princípios sobre os quais assenta a moderna nomenclatura biológica, introduzindo princípios como o da prioridade na publicação e da manutenção da holótipos, os quais ainda se mantêm como orientações fundamentais na preservação da estabilidade da nomenclatura científica.
Foi um dos fundadores da Ray Society, que fora pela primeira vez sugerida em 1843 e finalmente estabelecida em 1844. O objectivo da sociedade era a publicação de trabalhos de história natural que não pudessem ser aceites pelas sociedades científicas ou pelos editores privados. Para publicação pela Ray Society, coube a Strickland corrigir, aumentar e editar o manuscrito da autoria de Louis Agassiz para a Bibliographia Zoologiae et Geologiae (1848). Em 1845 editou com James Buckman uma segunda edição, ampliada, da obra de Murchison intitulada Outline of the Geology of the neighbourhood of Cheltenham. Em 1846 fixou-se em Oxford e dois anos depois publicou, com o Dr. Alexander Gordon Melville, uma obra intitulada The Dodo and its kindred (1848).
Em 1850 foi nomeado instrutor substituto de geologia na Universidade de Oxford, durante uma ausência por doença do Dr. William Buckland, e em 1852 foi eleito sócio (fellow) da Royal Society. No ano seguinte, depois de participar numa reunião da British Association em Hull, foi examinar as formações expostas pela abertura da ferrovia da Manchester Sheffield & Lincolnshire Railway, nos arredores de Retford. Quando caminhava pela linha foi atingido por um comboio, tendo morte instantânea: numa zona de via dupla, quando se desviou de um comboio de mercadorias, foi atingido por um expresso que viajava na direcção oposta pela outra linha. Foi sepultado na igreja de Deerhurst, nos arredores de Tewkesbury, onde foi colocado um vitral em sua memória.
A sua obra Ornithological Synonyms foi publicada em 1855. A sua colecção de 6 000 aves empalhadas foi entregue à Universidade de Cambridge em 1867.